# Nicholas Michael Medforth-Mills

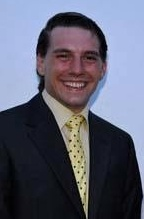
Nicholas Michael Medforth-Mills

Nicholas Michael de Roumanie Medforth-Mills (Meyrin, 1 april 1985), is de oudste zoon van Elena van Roemenië en dr. Robin Medforth-Mills. Van 1 april 2010 tot 1 augustus 2015 was hij betiteld als prins Nicholas van Roemenië, als een van de aangewezen erfgenamen van de niet-regerende Roemeense koning Michaël I van Roemenië volgens het gewijzigde familiestatuut in 2007.

## Jeugd
Nicholas is geboren in Meyrin, een forenzenstad bij Genève (Zwitserland). De familie verhuisde naar Engeland, kort na Nicholas' geboorte, en zijn jongere zus Elisabeth Karina is geboren in Newcastle upon Tyne. Nicholas studeerde aan het Shiplake College in Henley-on-Thames.

## Prins van Roemenië
Op 30 december 2007 kondigde Nicholas' grootvader, Michaël I van Roemenië, aan dat Nicholas met ingang van zijn vijfentwintigste verjaardag op 1 april 2010 de titel Prins van Roemenië, met het predicaat van Koninklijke Hoogheid, zou krijgen.
Bij dezelfde gelegenheid tekende koning Michael een nieuw statuut van het Koninklijk Huis. Door dit statuut ontstond er een nieuwe lijn van opvolging voor de ter ziele gegane troon van Roemenië, waarbij Nicholas is derde in lijn van troonopvolging, na zijn tante en zijn moeder. Ook vroeg Michael aan het Roemeense parlement dat, mocht de monarchie hersteld worden, het Salische erfrecht dan moet worden afgeschaft. Volgens het statuut is Nicholas sinds 1 april 2010 dus lid van de koninklijke familie en lid van het Koninklijk Huis. Omdat Nicholas' tante kinderloos is, is het zeer waarschijnlijk dat bij de dood van zijn grootvader, tante en moeder, Nicholas het toekomstige hoofd van het Roemeense koninklijk huis en troonpretendent wordt.
Op 29 februari 2008, verklaarde Nicholas Medforth-Mills in een interview met de Roemeense krant Cotidianul dat als de Roemeense bevolking hem vraagt of hij koning wil worden, hij het niet zal weigeren. In oktober 2012, meldden kranten in Roemenië dat Nicholas verhuisd is van Engeland naar Roemenië. Momenteel leert hij de Roemeense taal te spreken.
Per 1 augustus 2015 werd zijn titel prins ingetrokken en werd hij uit de lijn van opvolging gezet.